# 象棋特級大師
象棋特級大師（シャンチーとっきゅうたいし）は、中国のシャンチー（象棋、中国将棋）における最高位の称号である。特級大師の称号を得るためには、以下の条件の中の一つを満たす必要がある。
- 全国個人象棋大会で優勝1回、あるいは6位以内に入賞4回。
- 全国個人象棋大会で3年間で準優勝2回あるいは3位2回。
- 全国象棋協会が指定した大会において、規定の基準に到達する（中国象棋大師大会において優勝2回、あるいは優勝と勝率77%を同時に達成; あるいは威凱杯全国象棋大会で優勝）

象棋特級大師の一つの下のランクは象棋大師である。全国個人象棋大会で16位以内、あるいは威凱杯全国象棋大会の大師組以外で優勝すると、象棋大師と呼ばれる。

## 特級大師の一覧
2014年末現在

### 男性
楊官璘（故人）、李義庭、胡榮華、柳大華、李來群、呂欽、徐天紅、趙國榮、許銀川、陶漢明、于幼華、洪智、趙鑫鑫、蔣川、孫勇征、王天一、謝靖、鄭惟桐（ここまで全国個人象棋大会の優勝者）、王嘉良、孟立國（故人）、林宏敏、徐天利、劉殿中、蔡福如、萬春林、苗永鵬（2004年威凱杯優勝）、莊玉庭、卜鳳波、鄭一泓、陳寒峰、王斌、許國義

### 女性
黃子君、謝思明、單霞麗、林野、高華、胡明、黃玉莹、黃薇、伍霞、高懿屏、王琳娜、張國鳳、金海英、郭莉萍、黨國蕾、趙冠芳、唐丹、尤穎欽（ここまで全国個人象棋大会の優勝者）、陳麗淳、歐陽琦琳、黎德琳、剛秋英